# Saint-Jean-de-la-Rivière
Saint-Jean-de-la-Rivière è un comune francese di 368 abitanti situato nel dipartimento della Manica nella regione della Normandia.

## Società

### Evoluzione demografica
Abitanti censiti